# 科埃柳工程师镇
科埃柳工程师镇是巴西圣保罗州的一个市镇。总面积109.798平方公里，总人口14300人，人口密度130.2人/平方公里。